# Bouxières-aux-Dames
Bouxières-aux-Dames este o comună franceză situată în departamentul Meurthe-et-Moselle, în regiunea Grand Est.

## Geografie
Vechea localitate este situată pe versantul unui deal, orientat sud-nord, care domină confluența râurilor Moselle și Meurthe în partea sa de nord-nord-vest. Se află la nord-nord-est de Nancy, de-a lungul autostrăzii A31. Satul este împărțit în cinci părți:
- Partea superioară a satului: În jurul ruinelor mănăstirii și al pajiștii, pe vârful dealului.
- Inima satului: În jurul bisericii și al primăriei.
- Cartierul recent Nevaux: Situat pe versantul nordic al dealului.
- Cartierul Noisetiers: În valea pârâului lacului Merrey.
- Zonele de-a lungul râului Meurthe.

### Comune limitrofe
| Custines | Malleloy       | Faulx                |
| Frouard  |                | Lay-Saint-Christophe |
| Frouard  | Champigneulles | Lay-Saint-Christophe |

### Hidrografie
Comuna se află în bazinul hidrografic al Rinului, în cadrul bazinului Rhin-Meuse. Este drenată de râul Meurthe și de pârâul lacului Morey.
Râul Meurthe, cu o lungime de 161 km, izvorăște în comuna Le Valtin și se varsă în râul Moselle, la Pompey, după ce traversează 53 de comune.

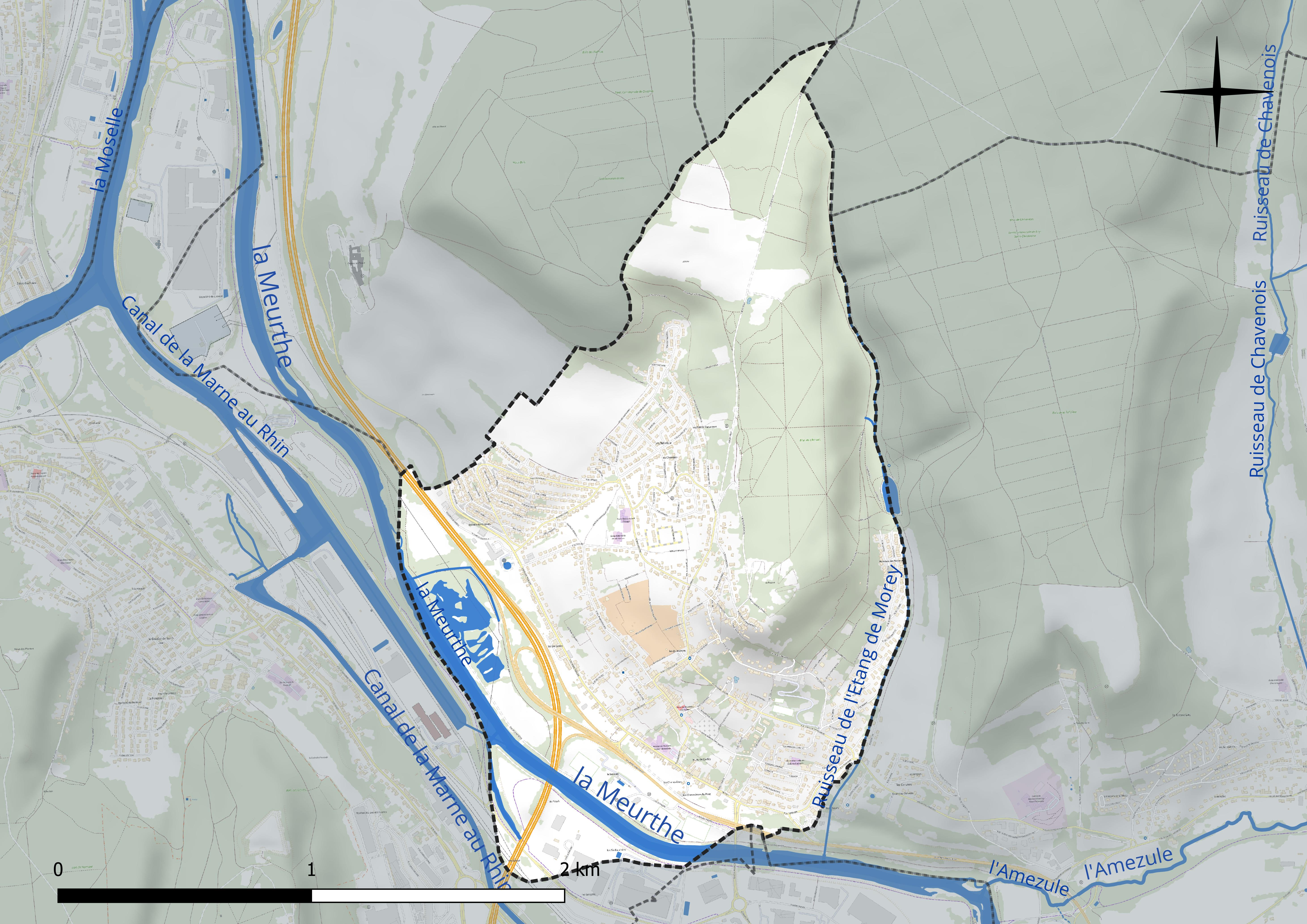
Bouxières-aux-Dames - rețeaua hidrografică.

### Climă
În 2010, clima comunei era de tip oceanic degradat, specific câmpiilor din Centru și Nord, conform unui studiu al CNRS, bazat pe o serie de date aferente perioadei 1971-2000. În 2020, Météo-France a publicat o tipologie a climatului din Franța metropolitană, în care comuna este clasificată cu un climat semi-continental și se află în regiunea climatică Lorena, platoul Langres, Morvan, caracterizată printr-o iarnă aspră (1,5 °C), vânturi moderate și ceață frecventă în toamnă și iarnă.
Pentru perioada 1971-2000, temperatura medie anuală este de 9,7 °C, cu o amplitudine termică anuală de 17,2 °C. Cantitatea medie anuală de precipitații este de 836 mm, cu 12,3 zile de precipitații în ianuarie și 9,6 zile în iulie. Pentru perioada 1991-2020, temperatura medie anuală observată la stația meteorologică cea mai apropiată, situată în comuna Tomblaine la 9 km distanță în linie dreaptă, este de 11,0 °C, iar cantitatea medie anuală de precipitații este de 746,3 mm.
Pentru viitor, parametrii climatici estimati pentru comună, pentru anul 2050, conform diferitelor scenarii de emisii de gaze cu efect de seră, pot fi consultati pe un site dedicat publicat de Météo-France în noiembrie 2022.

## Urbanism

### Tipologie
La 1 ianuarie 2024, Bouxières-aux-Dames a fost clasificată drept centură urbană, conform noii grile comunale de densitate cu șapte niveluri, definită de INSEE (Institutul Național de Statistică și Studii Economice) în 2022. Aparține unității urbane Nancy, o aglomerare intradepartamentală care reunește 28 de comune, dintre care este o comună din suburbie. De asemenea, comuna face parte din zona metropolitană a orașului Nancy, fiind o comună din coroana acesteia. Această zonă, care cuprinde 353 de comune, este clasificată în categoria zonelor cu o populație cuprinsă între 200.000 și mai puțin de 700.000 de locuitori.

### Utilizarea terenului
Ocuparea solurilor din comună, așa cum reiese din baza de date europeană privind ocuparea biogeofizică a solurilor Corine Land Cover (CLC), este marcată de importanța teritoriilor artificializate (54,8 % în 2018), în creștere față de 1990 (52,1 %). Distribuția detaliată în 2018 este următoarea: zone urbanizate (40,2 %), păduri (28 %), terenuri arabile (10,3 %), zone industriale sau comerciale și rețele de comunicații (9 %), spații verzi artificializate, non-agricole (5,7 %), ape continentale (4,9 %), pajiști (2,1 %). Evoluția ocupării terenurilor în comună și a infrastructurilor sale poate fi observată pe diferitele reprezentări cartografice ale teritoriului: harta Cassini (secolul XVIII), harta de stat-major (1820-1866) și hărțile sau fotografiile aeriene ale IGN pentru perioada actuală (1950 până în prezent).

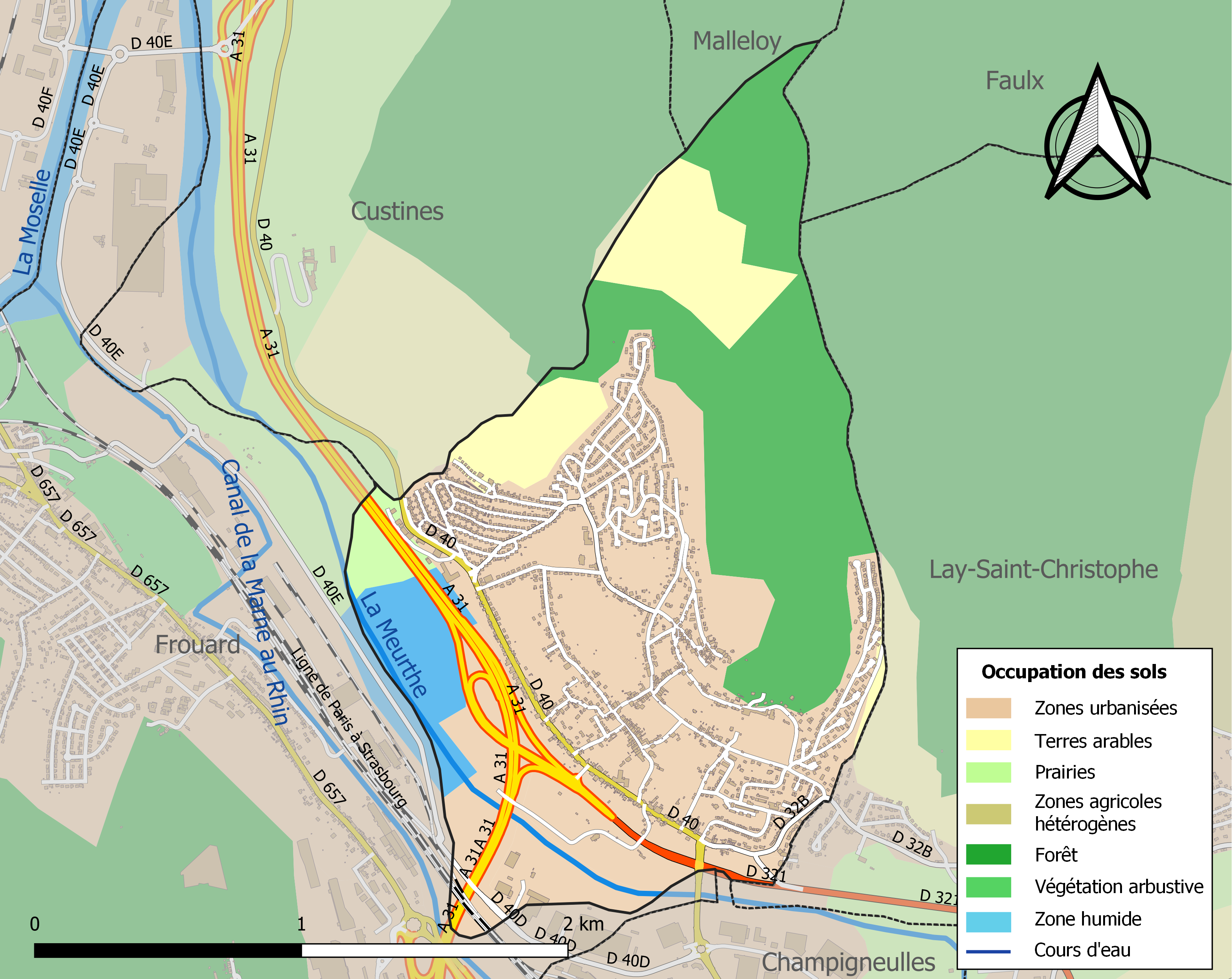
Harta infrastructurii și utilizării terenului a comunei în 2018 (CLC).

## Toponimie
Numele localității este atestat sub formele Villa Buxarius in pago Calvomontense (770), Buxarie, Buxerie super fluvium Mertuum (932), Bosseria (1070), Bosherie (1164), Bosseres (1188), Boissiers-as-Nonains (1238), Buxières-ad-Dames (1340), Bourcières-aux-Dames (1471).
- Numele Bouxières provine din latinul vulgar buxaria (din buxus, care înseamnă „lemn de buksus” sau „lemn de cimișir”), cu sufixul -aria. Acesta desemna un loc plantat cu buxus sau cimișiri[23].
- Determinantul complement -aux-dames se explică prin prezența călugărițelor (numite „nonains”) care trăiau în comunitate în jurul anului 1238, de unde forma veche a epocii Boissiers-as-Nonains.

## Istorie

### Epoca romană
S-au descoperit urme ale unui cuptor pe drumul care duce către Lay-Saint-Christophe, provenind de la un stabiliment metalurgic galo-roman, dintre care un bloc mare de fier cântărește 600 kg(vezi figura).
Au fost identificate trei vile galo-romane: una (vila de vest) aflată pe locul casei comunale actuale (fostul presbiteriu), alta (vila de est) aproape de Étang de Merrey, și a treia (vila de nord) în locul numit Les Narvannes, care astăzi se află pe teritoriul comunei Custines.

### Abația
A doua parte a numelui comunei provine de la abația sa de canonițe sau „doamne”, fondată de Sfântul Gauzelin. Provenit dintr-o familie nobilă francă, el a fost notar al cancelariei regale când regele Carol cel Simplu l-a numit episcop de Toul. În urma unei vizite la abația Fleury la Saint-Benoît-sur-Loire, a fondat în Lorena mănăstirea masculină Saint-Epvre și abația benedictinelor din Bouxières-aux-Dames în anul 936. A trăit în sărăcie și a murit în 962. O legendă spune că un mistreț i-a apărut unuia dintre frații săi, indicându-i unde să întemeieze abația; o altă legendă, descrisă într-o pictură din biserică, spune că o căprioară albă i-a apărut Sfântului Gauzelin.
În secolul al XV-lea, abația este transformată într-un capitlu de călugărițe, unul dintre cele patru capitluri nobile din Lorena; călugărițele trebuiau să aibă opt cartiere de noblețe. Tezaurul abației se află la catedrala din Nancy. Acesta include în special cinci obiecte: un potir, o patenă, un evangheliar acoperit cu o legătură de orfevrerie, un inel de prelat și un pieptene de fildeș. Câteva rare fragmente lapidare sunt vizibile pe vârful dealului, pe strada canonițelor.
Abația a persistat până în 1787, anul în care călugărițele s-au mutat la Nancy, lângă Bonsecours. Abația a fost distrusă după Revoluție, iar pietrele au fost reutilizate pentru construcția mai multor case.

### Bătălia de la Nancy
Un alt eveniment important din istoria târgului este Bătălia de la Nancy, din 5 ianuarie 1477, când, împreună cu mercenarii săi, condotierul Campo Basso, care l-a trădat pe Carol Temerarul, masacrează, în ziua următoare bătăliei, 6 ianuarie 1477, pe podul din Bouxières, rămășițele armatei ducelui de Burgundia ce fugea spre Metz, încercând să ajungă pe malurile drepte ale Meurthe și Mosellei. Au existat 600 (șase sute) de morți printre burgunzi. Ducele de Burgundia a pierdut aici tot atâția oameni cât în Bătălia de la Bonsecours.
Au fost numeroase cadavre de burgunzi în Meurthe înghețată și în apropierea podului. Această scenă, în care se vede podul și eliminarea burgunzilor, este reprezentată pe o gravură din Nancéide.

### Epoca modernă
În 1793, comuna a primit numele revoluționar Bouxières-au-Mont. Aceasta și-a recăpătat numele actual după Revoluția Franceză.
În 1821, comuna avea 468 de locuitori, 100 de gospodării și 80 de locuințe. Cei 322 de hectare ai săi erau cultivați astfel: 123 de hectare cu vii, 102 hectare arate, 41 de hectare de pajiști și 25 de hectare împădurite. Comuna deținea două mori și o carieră de piatră brută.
Un lichior este comercializat sub denumirea La Chanoinesse de l'abbaye de Bouxières-aux-Dames sau pur și simplu La Chanoinesse:
„ Lichior fabricat cu plante stomahice recoltate de pe munte, conform unei formule vechi găsite într-un manuscris al abației, datat în 1670 ”— mesaj publicitar La Chanoinesse de l'abbaye de Bouxières-aux-Dames 
Între 1860 și 1932, o mină de fier și o fabrică industrială de cherestea au fost exploatate.
În 1914, bătălia de la Grand-Couronné (4-13 septembrie 1914) a avut loc în împrejurimile comunei.
În 1945, „aparițiile” Fecioarei au stârnit controverse și au divizat enoriașii satului.

## Populația și societatea

### Date demografice
Evoluția numărului de locuitori este cunoscută prin recensămintele populației efectuate în comună începând din 1793. Pentru comunele cu mai puțin de 10 000 de locuitori, un recensământ al întregii populații este realizat la fiecare cinci ani, populațiile legale pentru anii intermediari fiind estimate prin interpolare sau extrapolare.
În 2022, comuna număra 4 122 locuitori, în scădere cu -2,39 % față de 2016 (Meurthe-et-Moselle: -0,13 %, Franța fără Mayotte: +2,11 %).
| An        | 1793 | 1806 | 1841 | 1861 | 1876 | 1886 | 1901  | 1921  | 1936  | 1962  | 1982  | 2006  | 2014  | 2022  |
| --------- | ---- | ---- | ---- | ---- | ---- | ---- | ----- | ----- | ----- | ----- | ----- | ----- | ----- | ----- |
| Populație | 412  | 458  | 483  | 552  | 918  | 743  | 1 060 | 1 301 | 1 202 | 1 816 | 4 817 | 4 035 | 4 154 | 4 122 |

## Cultură locală și patrimoniu

### Locuri și monumente

#### Edificii civile
- Numeroase vestigii galo-romane și merovingiene au fost descoperite în secolul al XIX-lea în apropierea bisericii.
- Domeniul numit Les Tilles, de la sfârșitul secolului al XV-lea, situat pe strada 3-Frères-Lièvre nr. 4, a fost înscris ca monument istoric prin decret din 24 decembrie 1991, pentru grădina sa ornamentală, salonul și decorul său interior[53].
- Strada Chanoinesses, unde se găseau reședințele particulare ale călugărițelor. Într-o grădină, se păstrează încă o parte dintr-un arc gotic.
- Podul din Bouxières, legat de bătălia de la Nancy, nu mai este podul original (din piatră fasonată, cu patru arcade), care a fost distrus în timpul eliberării localității Bouxières, în septembrie 1944. Podul, reconstruit după al Doilea Război Mondial, a fost, la rândul său, distrus, iar un nou pod a fost reconstruit odată cu rectificarea traseului râului Meurthe și construcția centurii rutiere.
- Pelouse este un loc arborat cu tei plantați în secolul al XVIII-lea, situat pe vârful colinei; este un loc de relaxare ce oferă o frumoasă priveliște asupra confluenței râurilor Moselle și Meurthe.
- Castelul contelui de Frawenberg, astăzi locul unde se află casa de copii Clairjoie.
- Fosta școală catolică Notre-Dame, construită în 1900.
- Étang de Merrey (Lacul Merrey).

#### Edificii religioase
- Biserica Saint-Martin, din secolul al XV-lea, remodelată: nava și absida datează din secolul al XV-lea. Corul gotic include fresce frumoase din secolul al XV-lea, care au fost recent restaurate[54]. Corul adăpostește în totalitate picturile murale; fațadele și acoperișul bisericii, cu excepția sacristiei, sunt înscrise ca monument istoric prin decret din 25 iunie 2015[55].
- Capela Saint-Gauzelin se află pe o stradă sub colină.
- Capela Saint-Antoine.
- Ruinele transformate ale fostei abații din Bouxières, fondată de episcopul de Toul Gauzelin în secolul al X-lea.